# Göthildaskolan
Göthildaskolan var en friskola för judiska pojkar som grundades 1826 i Göteborg. Grundandet av skolan gjordes möjlig genom medel donerade av Göthilda Magnus Henriques.